# 洛茂铁路
洛茂铁路是中华人民共和国广西与贵州间的一条地方铁路，连接金红铁路的普洛站与贵州荔波县的更班站。洛茂线的终点更班站所处的茂兰地区煤炭储量丰富，广西自治区煤炭厅在此开发建设了平寨煤矿、更班煤矿。

## 历史
建设洛茂铁路的目的是为了沿线煤炭外运。1969年2月7日，为解决“北煤南运”的煤炭短缺问题，广西自治区成立6927工程指挥部，建设黔桂铁路到桂北的罗城矿务局、红茂矿务局的煤炭外运支线金红铁路。1972年初，发现广西环江县的红山煤矿的储量没有预期那么多，而相邻的贵州荔波县茂兰地区炭储量丰富，广西自治区决定配套茂兰地区的平寨煤矿、更班煤矿的建设，修建煤炭外运的洛茂铁路。1972年2月，6927工程指挥部开工建设洛茂铁路，从金红铁路普洛站接轨，终点位于贵州省荔波县茂兰矿区，全长55.493公里。1976年7月建成通车。两线共设桥梁35座，隧道9座，涵洞508座。广西自治区共投资8436.23万元。产权属红茂矿务局、由柳州铁路局代管营运。1974年，普洛管理段建段，2000年迁至金城江。
2004年9月1日，金城江西至平寨的8597/8598次混合旅客列车停运。
2002年，随着煤炭资源竭尽，广西红茂矿务局宣告破产。红茂矿务局破产后洛茂铁路仍保持运营，直至2010年代后停止运营。目前，除普洛站外所有车站的侧线均已拆除。

## 技术
限制坡度：上行重车方向为15‰，下行方向20‰；最小曲线半径250米；股道有效长500-550米；钢轨43公斤/米。线路标准均按国铁干线III级标准设计。设计运输能力300万吨/年。使用臂板信号机。隧道5座1469米，桥梁13座1232.7米，涵渠195座3627米.